# Neuropsykologi
Neuropsykologi er en videnskabelig psykologisk disciplin inden for hjerneforskning, der studerer, hvordan strukturer og processer i hjernen regulerer adfærd og tænkning. Neuropsykologiens teorier bygger på viden fra psykiatri, kognitionspsykologi, neuromedicin og humanbiologi og kaldes også nogle gange for neurovidenskab, cognition science eller cognitive neuroscience. Der skelnes mellem klinisk og eksperimentel neuropsykologi.

## Undersøgelsesmetoder
Neuropsykologien benytter sig af en kombination af kvantitative og kvalitative metoder for at undersøge sammenhænge mellem hjernen og psykologiske processer. Demens og erhvervede hjerneskader er typiske forskningsområder, men neuropsykologien beskæftiger sig også med normale psykologiske processer.
Den kliniske neuropsykologi anvender neuropsykologiske tests til at vurdere de følelsesmæssige, adfærdsmæssige og kognitive følgevirkninger efter en hjerneskade. En stor del af den viden man har om hjernens funktion stammer fra hjerneskadepatienter, hvor man har været i stand til at lokalisere skaden og sammenholde det med manglende eller nedsatte kognitive funktioner. Lægen Paul Broca var en af de første, der anvendte denne metode. Patienten Tan havde en særlig taleforstyrrelse (afemi) og ved hans død opdagede Broca skader i en del af hjernen, der i dag kendes som Brocas område.

## Neuropsykologiske tests
I Danmark anvendes en række anerkendte neuropsykologiske tests, der er baseret på den nyeste forskning og standarder indenfor klinisk neuropsykologi. Disse tests dækker et bredt spektrum af kognitive funktioner, herunder opmærksomhed, psykomotorisk tempo, indlæring, hukommelse, sprog, visuokonstruktiv funktion, eksekutive funktioner, generelle intellektuelle funktioner samt sensorisk-motorisk funktion.
En neuropsykologisk test foregår typisk i to trin. Først udfører patienten en række forskellige opgaver, der varierer i sværhedsgrad. Dernæst udarbejdes en skriftlig rapport baseret på testresultaterne. Denne rapport kan hjælpe med at identificere patientens styrker og udfordringer, hvilket kan være afgørende for at kunne tilbyde den rette støtte og behandling.
Nogle tests er også kulturelt betingede, således er der eksempel blevet udviklet en dansk version af Boston Naming Test, som er en anerkendt neuropsykologisk test til at vurdere en persons evne til at navngive forskellige genstande, ofte brugt i evalueringen af personer med sprogforstyrrelser eller hjerneskader. En dansk version af BNT blev udviklet for at imødekomme behovet for en kulturelt og sprogligt relevant test i Danmark.
Copenhagen Cross-Linguistic Naming Test (C-CLNT) er en anden test, der blev udviklet for at imødekomme behovet for kulturelt, sprogligt og uddannelsesmæssigt mangfoldige ældre voksne i Europa.
Disse tilpasninger og nye testudviklinger er vigtige for at sikre, at neuropsykologiske tests er kulturelt og sprogligt relevante for de befolkninger, de anvendes på. Dette kan bidrage til at forbedre nøjagtigheden og anvendeligheden af testresultaterne i kliniske og forskningsmæssige sammenhænge.

## Neuroimaging - hjernebilleddannelse
Siden 1990’erne har teknikker som PET-, CAT- og MR-scanninger været anvendt til at undersøge forbindelser mellem kognitive funktioner og hjernens fysiologiske aktivitet. Disse teknikker tillader os at måle blodgennemstrømningen i hjernen og dermed lokalisere de områder, der aktiveres under forskellige opgaver, såsom når en person tæller til ti.
Hjernescanninger giver os viden om, hvordan specifikke mentale og følelsesmæssige reaktioner, processer og tilstande korrelerer med aktivitet i bestemte hjerneregioner. Dette giver os en dybere forståelse af, hvordan det “psykiske” (vores tanker, følelser, bevidsthed) kan forklares og forstås på baggrund af dets “fysiske” korrelater i hjernen (neuronal aktivitet, blodgennemstrømning, etc.), hvilket også kan belyse det psykofysiske problem, også kendt som sjæl/legeme-problemet.
Selvom hjernescanninger kan give os værdifulde indsigter, er der stadig mange udfordringer og ubesvarede spørgsmål. For eksempel er det meget komplekst at måle homologien mellem hjerneaktivitet og kognitive opgaver på grund af deres høje kompleksitet, temporale og rumlige dynamik samt individuelle variabilitet. Derudover er der udfordringer forbundet med hjernescanningsteknikker, såsom behovet for (semi-)automatiseret segmentering, generering af syntetiske billeder og anvendelse af maskinlæring.

## I Danmark
Neuropsykologi har haft en betydelig indflydelse på det danske psykologiske og sundhedsfaglige landskab. I Danmark er neuropsykologer organiseret i Selskabet Danske Neuropsykologer (SDN), som er er et fagligt selskab under Dansk Psykolog Forening.
Neuropsykologi spiller en vigtig rolle i den kliniske praksis i Danmark, især inden for diagnostik og rehabilitering af personer med neurologiske lidelser og skader. Neuropsykologer evaluerer kognitive funktioner som hukommelse, opmærksomhed, sprog og problemløsning for at bidrage til udarbejdelsen af relevante behandlingsplaner.
Neuropsykologi har integreret sig i neurologiske afdelinger på sygehuse rundt omkring i Danmark. Neuropsykologer samarbejder med neurologer, ergoterapeuter og andre sundhedsprofessionelle for at hjælpe patienter med neurologiske tilstande som demens, traumatisk hjerneskade og neurodegenerative sygdomme.